# Nina Wallet Intalou
Nina Wallet Intalou (sinh 1963) là một nữ doanh nhân và chính trị gia người Mali, từng giữ chức Bộ trưởng Bộ Thủ công và Du lịch kể từ tháng 7 năm 2016.

## Thơ ấu và giáo dục
Intalou sinh ra ở Kidal vào năm 1963. Bà là người gốc Tuareg, thuộc bộ lạc Idnane. Cha bà là một trung sĩ của hiến binh ở Kidal. Bà có giấy phép về luật công.

## Sự nghiệp
Intalou là một nhà hoạt động chính trị và là thành viên của phong trào độc lập Tuareg từ năm 1984. Năm 1989, bà thành lập một công ty xây dựng và vệ sinh tại Abidjan, Bờ Biển Ngà.
Intalou được bầu làm thị trưởng của Kidal vào năm 1997, nhưng áp lực Hồi giáo buộc bà phải từ bỏ chức vụ. Tổng thống Alpha Oumar Konaré đã đề nghị cho bà một vị trí cố vấn lãnh thổ thay thế. Khi lưu vong ở Mauritania, bà tham gia cuộc nổi dậy năm 2012 và trở thành thành viên nữ duy nhất của ủy ban điều hành của Phong trào giải phóng dân tộc Azawad, một nhóm ly khai đang tìm kiếm một Azawad độc lập. Tiébilé Dramé, sứ giả của chủ tịch lâm thời Dioncounda Traoré, gọi cô là "người đàn ông mạnh mẽ" của nhóm. In October 2015, she became vice president of the Truth, Justice and Reconciliation Commission.
Intalou được bổ nhiệm làm Bộ trưởng Thủ công và Du lịch bởi Tổng thống Ibrahim Boubacar Keïta vào ngày 7 tháng 7 năm 2016. Cuộc hẹn của bà được coi là giúp tạo ra sự cân bằng chính trị - sắc tộc trong chính phủ, làm dịu những người thiếu kiên nhẫn với việc thực thi chậm của Thỏa thuận hòa bình giữa các quốc gia tháng 6 năm 2015. Bà đã bị chỉ trích là không đủ tiêu chuẩn bởi những người theo chủ nghĩa dân tộc ở Bamako, và là mục tiêu của một chiến dịch truyền thông thù địch.

## Cuộc sống cá nhân
Intalou có ba đứa con với chồng cũ, là cháu của cựu Tổng thống Bờ Biển Ngà Félix Houphouët-Boigny.